# Frederick Foley
Frederic Eugene Basil Foley (Ramsey, 5 aprile 1891 – Ramsey, 24 marzo 1966) è stato un medico statunitense.
Il Dr. Frederic Eugene Basil Foley, ha iniziato come insegnante di inglese, avendo conseguito la laurea a Yale nel 1914. Ha poi conseguito la laurea in medicina presso la Scuola Johns Hopkins nel 1918 e ha lavorato per i seguenti due anni con il Dr. William Halsted nei reparti di chirurgia generale. Ha quindi trascorso qualche tempo con il Dr. Harvey Cushing e nel 1920-1921 è stato membro dello staff chirurgico di Pietro Brigham Hospital di Boston. Non vi è alcuna traccia che egli abbia mai avuto una formazione in urologia, tuttavia, è stato certificato dal Consiglio di Urologia americano il 29 luglio 1937. (1)
Di origine tedesche e specializzato in urologia, è considerato l'inventore del primo catetere vescicale a palloncino, comunemente chiamato "catetere Foley" e tuttora usato per le gestione del flusso urinario nel post-operatorio e nella incontinenza urinaria cronica o vescica neurogena.
Il catetere Foley è un tubo di gomma, di vari diametri, normalmente in lattice o in silicone, che viene inserito lungo l'uretra e si ancora alla vescica tramite un palloncino riempito di acqua fisiologica. 
Nel 1934 il Dr. Hobart Belknap, un medico dello Stato dell'Oregon e cliente Bard, pubblicò un articolo sulla rivista scientifica "Urological Cutaneous Review" (2) presentando la sua idea di un dispositivo medico di gomma a palloncino per controllare l'emorragia secondaria nei casi in cui non esisteva nessuna apertura sovrapubica. La società Davol Rubber Co. di Providence, Rhode Island, sviluppò un dispositivo basato su un'idea di Belknap. Durante questo tempo, una divisione di BF Goodrich di Akron, Ohio, sviluppò lei stessa dei dispositivi similari, basati su un'idea di Belknap, per il Dr. Frederic EB Foley di St. Paul, Minnesota. Un ampio contenzioso seguì per la proprietà del brevetto del dispositivo, fino a quando Davol e Goodrich decisero per un accordo di cross-license. Il nome generico è ormai diventato il catetere di Foley e, poiché C.R.Bard era già distributore esclusivo di altri cateteri di Davol, iniziò a distribuire i cateteri Foley. Le vendite di cateteri Foley sono poi decollate quando Harris Willits ha scoperto che un chirurgo a Flint, Michigan, stava usando il Foley di routine come un catetere di ritenzione per i pazienti in fase post-operatoria.